# Interview (album)
Interview è l'ottavo album in studio del gruppo di rock progressivo Gentle Giant, pubblicato nel 1976.

## Tracce
Testi e musiche di Kerry Minnear, Derek Shulman e Ray Shulman
Lato A
1. Interview – 6:54
2. Give It Back – 5:08
3. Design – 4:59

Lato B
1. Another Show – 3:29
2. Empty City – 4:24
3. Timing – 4:50
4. I Lost My Head – 6:58

## Formazione
- Gary Green – chitarra, percussioni
- Kerry Minnear – tastiere, vibrafono, percussioni, violoncello, moog, voce, cori
- Derek Shulman – voce, sassofono contralto
- Ray Shulman – basso, violino, chitarra, percussioni, voce
- John Weathers – batteria, tamburello basco, cimbalini a dita, campanaccio bovino, cabasa, güiro, gong, xilofono